# Castbox
Castbox est une entreprise américaine qui édite une application de lecture de podcasts.

## Historique
Fondée en 2016, la société lève près de 30 millions de dollars en deux ans. Son site, décliné en applications pour iOS et Android, offre un lecteur de podcasts ainsi que des recommandations personnalisées et une fonction de recherche au sein du contenu audio des podcasts (basé sur la reconnaissance vocale). En 2017 elle lance des programmes originaux produits en interne. À cette date elle compte près de 2 millions d'utilisateurs quotidiens.